# Domenico Chelucci
Domenico Chelucci (en religión Paolino; Lucca, 25 de abril de 1681-Roma, 17 de enero de 1754) fue un matemático y sacerdote italiano de la Orden de los escolapios, profesor y luego rector del Colegio Nazareno.

## Obras

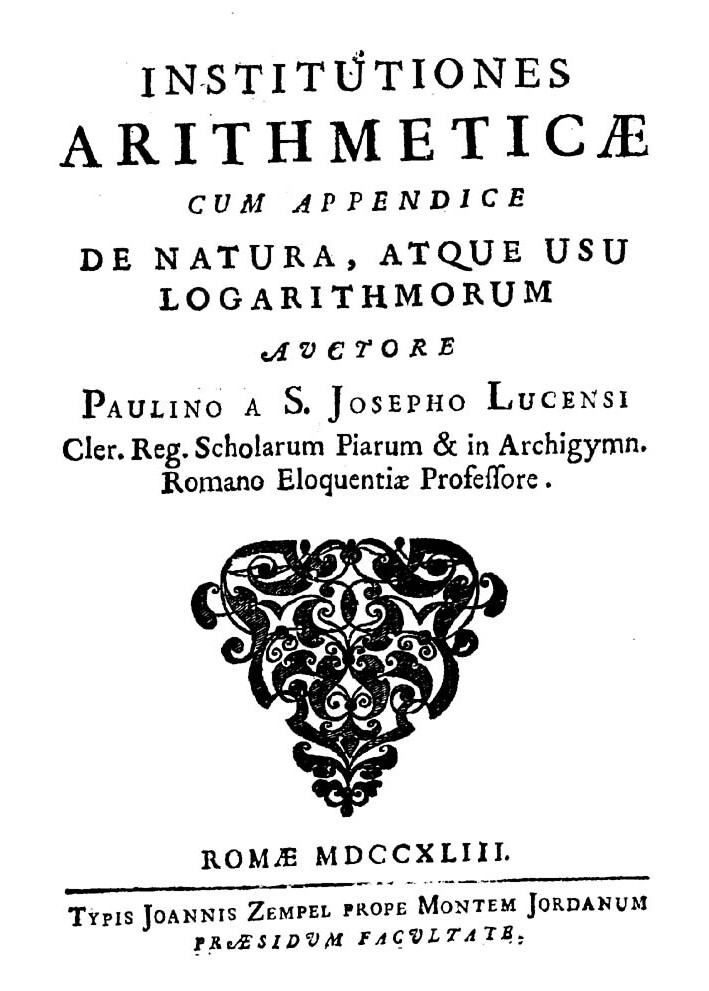
Institutiones arithmeticæ (1743)

- Institutiones arithmeticæ cum appendice de natura, atque usu logarithmorum (en latín). Roma: Giovanni Zempel. 1743.
- Institutiones analyticæ earumque usus in geometria cum appendice de constructione problematum solidorum (en latín). Roma: Giovanni Zempel. 1745.